# Primato di Pietro

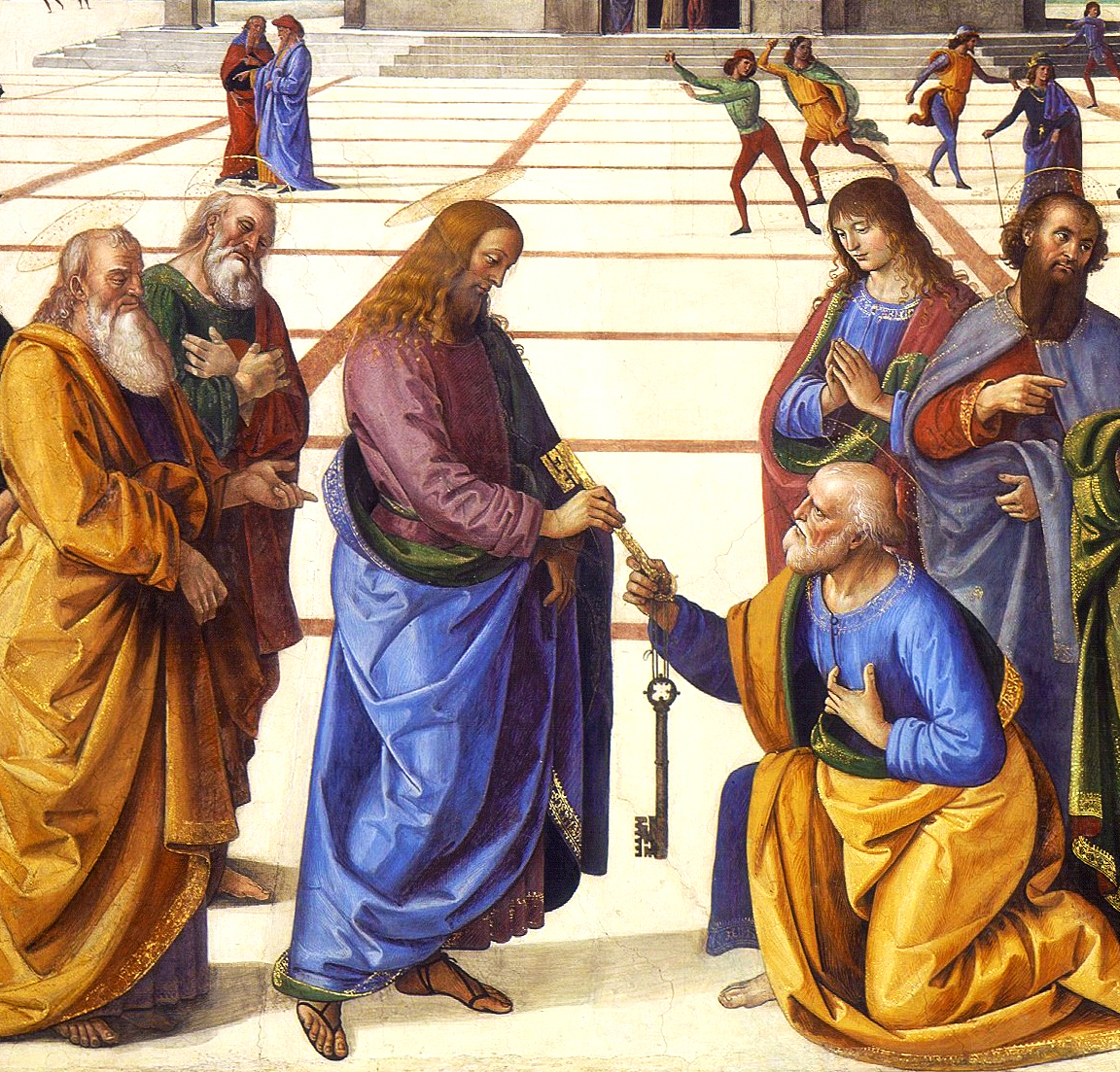
Consegna delle chiavi (dettaglio), Perugino, Cappella Sistina, Città del Vaticano

La Chiesa cattolica, la Chiesa ortodossa e gran parte delle Chiese riformate riconoscono che Pietro avesse un ruolo preminente tra gli apostoli. La questione è molto dibattuta, infatti resta il fatto che un ruolo particolare lo hanno avuto anche Giovanni evangelista, come testimoniato in diversi brani del Vangelo, Andrea (il Primo chiamato) e Giacomo che presiedette il primo concilio ecumenico, tenutosi a Gerusalemme (alla presenza dei Dodici e di Paolo). Proprio per questo l'entità del primato di Pietro (primatum Petri) è oggetto tra le confessioni cristiane di dispute dottrinali, che influenzano anche la dottrina sul primato papale, oggi riconosciuto solo dai cattolici.
La questione dottrinale riguardante l'unità della Chiesa e la natura dell'autorità, era in origine radicata nella politica e nella cultura. Soprattutto dopo la fondazione di Costantinopoli da parte dell'imperatore Costantino, l'Oriente e l'Occidente si trovarono di fatto divisi. Costantinopoli divenne la città più importante dell'impero. La divisione politica in Pars Occidens e Pars Oriens
aveva accresciuto le differenze, comportando un indebolimento politico, economico e militare dell'Occidente. A fronte della decadenza di Roma, già iniziata ancor prima dell'avvento di Costantino, Costantinopoli continuava a crescere e l'imperatore vi aveva la propria residenza. Questa separazione, in campo religioso, si traduceva nell'aumento della distanza tra Roma e Costantinopoli.
La concezione che un "corpo" deve poter avere un capo per mantenere tale unità fu interpretata in maniera diversa in Oriente e in Occidente:
- l'Oriente restava ancorato alla tradizione ignaziana (Ignazio di Antiochia, successore di San Pietro nella sede sira), che affermava che la Chiesa era unita al proprio vescovo e «laddove c'era il vescovo lì c'era la Chiesa». Tale visione vedeva tutti i vescovi operare insieme in armonia e nessuno aveva autorità sugli altri. La chiesa d'Oriente aveva, come oggi, un carattere prevalentemente sinodale;
- in Occidente prevaleva una concezione verticistica, descrivibile con l'immagine della piramide. Alla base di essa vi è la totalità dei fedeli, più in alto i consacrati, ancora più in su i vescovi. Ciò comporta che nel cattolicesimo il vertice della piramide è costituito dal vescovo di Roma (che i cattolici considerano "vicario di Cristo", unico e vero capo della Chiesa): questo è il senso del primato per i cattolici. Diversamente, nella Chiesa ortodossa il patriarca di Costantinopoli assume solamente il ruolo di Primus inter pares, ciò per effetto della collegialità e dell'autonomia di ciascun vescovo (all'interno della propria comunità dei fedeli) e della natura teologica della funzione episcopale. La concezione del Primus inter pares sta alla base del mito della presunta Pentarchia presente nella Chiesa dei primi secoli, ovvero una chiesa collegiale che vedeva la partecipazione di tutti i vescovi, coordinati dai Patriarchi delle sedi di Costantinopoli, Roma, Antiochia, Alessandria d'Egitto e Gerusalemme.

Benché molti siano i passi del Nuovo Testamento in cui si parla di Pietro, il dibattito si riduce spesso alla discussione sul significato e la traduzione del verso 16,18 del vangelo di Matteo, ma ce ne sono diversi in cui si parla anche degli altri Apostoli, e la discussione tra esegeti e teologi (alla ricerca del vero significato) è oggi ancora aperta.

## Il primato di Pietro nei vangeli

### L'ordine dei nomi
Significativamente, nei tre elenchi dei 12 che compaiono nei Sinottici (Matteo 10,2-4, Marco 3,16-19, Luca 6,14-16), Pietro è sempre ricordato per primo. 

### L'appellativo Pietro
Nel Nuovo Testamento Gesù promette a Pietro che su di Lui avrebbe fondato la sua Chiesa, poiché Pietro è il primo a riconoscerLo come il Messia e il figlio del Dio vivente. 1 Cor 12,3 afferma che "nessuno può dire «Gesù è Signore» se non sotto l'azione dello Spirito Santo", segno che già prima della Pentecoste le parole di Pietro erano ispirate dallo Spirito Santo. 
Gesù chiama Simone con l'appellativo Pietro, e in altre parti delle scritture un soprannome indica un carattere o uno status particolare (Abram in Abraham, Giacobbe in Israele, e Saul in Paolo). 
Nel testo greco di Mt 16,18 a "Simone" viene dato il nome di "πέτρος" (petros) e la "pietra" di cui si parla nella seconda parte del versetto è in greco "πέτρα" (petra). 
Si tratta di un nome che non era in uso all'epoca, utilizzato da Gesù come nome proprio di persona, e dunque di un nome intenzionalmente profetico, indicativo della missione particolare assegnata a Pietro. In tutti i Vangeli, le parole "Beato tu sei!" sono rivolte da Gesù soltanto a quest'ultimo.
Il genere è diverso, ma si tratta di un puro requisito grammaticale della lingua greca, un artefatto dovuto alla traduzione dall'aramaico (la lingua probabilmente parlata da Gesù) al greco, e un tentativo di mantenere il gioco di parole. Non si vuole fare la distinzione (in genere circoscritta al linguaggio poetico greco) tra "roccia" e "piccola pietra" o "sasso". Tra i classici, comprese opere di Platone e Sofocle, ci sono molte ricorrenze di πέτρος con il significato di "pietra".
Il nome proprio di un uomo dovrebbe essere maschile (-ος), mentre πέτρα, la parola usata per "pietra", è femminile (-α). In aramaico, la parola che significa pietra è "כיפא" (diversamente traslitterata nell'alfabeto latino con "Kefa", "Kepha", "Cephas", e traslitterata nell'alfabeto greco con Κηφας (vedi il Vangelo secondo Giovanni, capitolo 1, versetto 42).  In aramaico, si sarebbe usata la stessa parola per esprimere entrambi i concetti, e Gesù si riferisce direttamente a Pietro quando dice "su questa pietra edificherò la mia Chiesa" (tesi supportata dal fatto che la Peshitta, scritta in siriaco, una lingua imparentata con l'aramaico, non fa distinzione tra le due parole). Gesù dichiara dunque il primato di Pietro in mezzo agli altri apostoli, e (forse) una giusta traduzione italiana di Mt 16,18 dovrebbe essere: "Tu sei Pietro, e su questa pietra edificherò la mia chiesa".

### La consegna delle chiavi
In Matteo 16,19 Gesù dice a Pietro: A te darò le chiavi del regno dei cieli.
In modo particolare per il popolo ebraico le chiavi erano un simbolo dell'autorità: chi ha le chiavi è il padrone di casa.
In Apocalisse 1,18 Gesù dice di avere le chiavi della morte e dell'inferno, che significa che ha potere sulla morte e sull'inferno; anche in Isaia 22,21-22 compaiono le chiavi come simbolo.
Il cardinale James Gibbons, nel suo libro The Faith of Our Fathers (La fede dei nostri padri) indica che le chiavi sono un simbolo dell'autorità anche nella cultura odierna; usa l'esempio di qualcuno che dà le chiavi di casa propria a un'altra persona, e così quest'ultima diventa la rappresentante del padrone di casa durante la sua assenza.

### Luca 22,31-32
(Luca 22,31-32)
Secondo il cardinale Giacomo Biffi, anche questo passo è una testimonianza del primato petrino. Infatti, Gesù prega specificamente per la fede di Pietro cui affida il compito di sostenere e aiutare quella degli altri fratelli del gregge divino, dopoché egli avrà recuperato la propria.

### "Pasci le mie pecore"
Un'altra fonte del primato di Pietro si trova nel Vangelo secondo Giovanni 21,15-17, dove Cristo dice a Pietro per tre volte: "pasci i miei agnelli, pasci le mie pecorelle". Il retroterra biblico di queste frasi sta nelle numerose ricorrenze dell'Antico Testamento in cui Dio dice di essere pastore del suo gregge, cioè del popolo di Israele, Nel Nuovo Testamento è Gesù a dire di sé stesso: "Io sono il buon Pastore" (Giovanni, 10:11,14); il gregge in questo caso rappresenta coloro che credono in Gesù. Per queste ragioni i cattolici credono che a Pietro è stata affidata la guida dell'intero gregge di Cristo, cioè della Chiesa.
Poiché Gesù gli dice "Pasci il mio gregge", a Pietro è affidato l'intero gregge di Cristo, tutte le nazioni e l'intera Chiesa. Egli è costituito come Pastore supremo dopo Cristo. 
Significativamente, Gesù ripete la frase per tre volte, in ricordo del triplice rinnegamento di Pietro durante la Passione. L'apostolo comprende l'allusione tanto che il Vangelo precisa: "Pietro rimase addolorato che per la terza volta gli domandasse: "Mi vuoi bene?".
La triplice ripetizione potrebbe anche esprimere l'idea di un impegno solenne o di un contratto, secondo l'uso semitico della stipulazione attraverso la triplice ripetizione dei termini dell'accordo. Il passo intende in questo modo presentare in modo solenne l'incarico pastorale affidato da Gesù a Pietro su tutta la Chiesa.

### Primo apostolo
Pietro è sempre indicato per primo in tutti gli elenchi degli apostoli (Matteo 10,2-4, Marco 3,16-19 e Luca 6,13-16), mentre Giuda Iscariota si trova sempre all'ultimo posto; Pietro è elencato per primo anche quando si indicano gruppi di alcuni apostoli nei vangeli (rif.) e negli Atti degli Apostoli (At 1,13;2,37;3,1;3,3;3,11), ma non sempre (Gv 1,44).
Spesso, Pietro risponde e parla a nome di tutti gli apostoli, come nei casi seguenti (rif.).
In Matteo 10,2 Pietro è dichiarato essere il "primo apostolo" e, non essendo il più anziano né il primo degli apostoli scelti da Gesù, è probabile che si intenda "primo" in autorità.

### Pietro e Giacomo
Eusebio di Cesarea, riportando un frammento di Egesippo, scrisse:
(Eusebio di Cesarea, Storia ecclesiastica, II,23,4)
Tra l'altro in At 15 sembra emergere un ruolo di leadership da parte di Giacomo all'interno dell'assemblea degli apostoli.

### Gesù roccia
Le Sacre Scritture si riferiscono anche allo stesso Gesù come "roccia":
Gesù dà a Simone il nuovo nome di πητρος, ma quando parla di "pietra" usa la parola πητρα. Le Scritture ispirate del Nuovo Testamento furono scritte in greco, non in aramaico. In greco c'è una distinzione tra le due parole, dato che πητρα vuol dire "roccia", mentre πητρος vuol dire "piccola pietra" o "sasso".
Tuttavia, in greco, sia πητρα sia πητρος significano "roccia", benché il secondo possa avere in altri contesti anche il significato di "pietra piccola"; inoltre, in greco non sarebbe stato possibile dire altrimenti, in quanto l'appellativo di Pietro deve necessariamente essere posto al maschile (come anche in latino e in italiano, ad esempio).
Simon Pietro stesso si riferisce a Gesù come "pietra" (1Pietro 2,1-8): "Accostandovi a lui, come a pietra vivente, rigettata dagli uomini ma eletta e preziosa davanti a Dio, anche voi, come pietre viventi, siete edificati per essere una casa spirituale, un sacerdozio santo, per offrire sacrifici spirituali, graditi a Dio per mezzo di Gesù Cristo. Nella Scrittura si legge infatti: «Ecco io pongo in Sion una pietra angolare, eletta, preziosa, e chi crede in essa non sarà affatto svergognato». Per voi dunque che credete essa è preziosa, ma per coloro che disubbidiscono: «La pietra, che gli edificatori hanno rigettato, è divenuta la testata d'angolo, pietra d'inciampo e roccia d'intoppo che li fa cadere». Essendo disubbidienti, essi inciampano nella parola, e a questo sono altresì stati destinati".
Anche l'apostolo Paolo che scrive in 1 Corinzi 3,10-21 si riferisce a Gesù Cristo come "pietra del fondamento": "Secondo la grazia di Dio che mi è stata data, come savio architetto io ho posto il fondamento, e altri vi costruisce sopra; ora ciascuno stia attento come vi costruisce sopra, perché nessuno può porre altro fondamento diverso da quello che è stato posto, cioè Gesù Cristo. Ora, se uno costruisce sopra questo fondamento con oro, argento, pietre preziose, legno, fieno, stoppia, l'opera di ciascuno sarà manifestata, perché il giorno la paleserà; poiché sarà manifestata mediante il fuoco, e il fuoco proverà quale sia l'opera di ciascuno. Se l'opera che uno ha edificato sul fondamento resiste, egli ne riceverà una ricompensa, ma se la sua opera è arsa, egli ne subirà la perdita, nondimeno sarà salvato, ma come attraverso il fuoco. Non sapete voi che siete il tempio di Dio e che lo Spirito di Dio abita in voi? Se alcuno guasta il tempio di Dio, Dio guasterà lui, perché il tempio di Dio, che siete voi, è santo. Nessuno inganni se stesso; se qualcuno fra voi pensa di essere savio in questa età, diventi stolto affinché possa diventare savio. Infatti la sapienza di questo mondo è follia presso Dio, poiché sta scritto: «Egli è colui che prende i savi nella loro astuzia»; e altrove: «Il Signore conosce i pensieri dei savi e sa che sono vani». Perciò nessuno si glori negli uomini, perché ogni cosa è vostra: Paolo, Apollo, Cefa, il mondo, la vita, la morte, le cose presenti e le cose future; tutte le cose sono vostre. E voi siete di Cristo e Cristo è di Dio."
Non vi è però contraddizione fra Gesù-roccia e Simon Pietro: infatti, i cristiani sono "membra del corpo di Cristo", e Cristo "è il Capo del corpo, cioè della Chiesa" (Colossesi 1,18). Nel merito scriverà Tommaso d'Aquino, Dottore della Chiesa, nella Summa Theologiae: "Capo e membra sono, per così dire, una sola persona mistica".
Sebbene nel Nuovo Testamento non sembra che Pietro sia stato considerato dagli altri apostoli come pietra del fondamento, essi lo chiamarono non più Simone ma Cefa (che significa appunto pietra). Anche durante l'Ultima Cena, secondo il Vangelo di Luca, Gesù si rivolge esplicitamente a Pietro come a un "primo tra i pari": "Simone, Simone, ecco satana vi ha cercato per vagliarvi come il grano; ma io ho pregato per te, che non venga meno la tua fede; e tu, una volta ravveduto, conferma i tuoi fratelli" (Luca 22,31-32).

## Tradizioni successive

### I secolo
Nella lettera che Paolo, nel 58, indirizza ai Romani, egli menziona personalmente 29 esponenti della comunità cattolica, eppure non solo non saluta ma addirittura non menziona affatto Pietro: un'omissione importante se Pietro fosse stato effettivamente il vescovo di Roma e si trovasse là in quell'anno. Sulla base di questo silenzio la ricostruzione protestante sostiene che Pietro non lasciò mai la sua terra d'origine e mai si recò a Roma.
Tuttavia la morte di Pietro si pone a Roma durante la successiva persecuzione di Nerone nel 64: egli potrebbe essersi recato presso la chiesa di Roma e avervi esercitato il ministero fino alla morte successivamente al 58. La campagna di scavi svoltasi nel 1939/1940 ha portato alla luce una piccola necropoli sotto all'attuale basilica di san Pietro, inclusa la tomba di Pietro del II secolo. Questo rende verosimile la tradizione cattolica per la quale Pietro è morto a Roma.

### II secolo
Tra gli autori del II secolo non ci sono riferimenti a Pietro, ma di essi, con l'eccezione di Ignazio, Policarpo e Clemente di Alessandria, si posseggono solo scritti apologetici verso ebrei o pagani, in cui probabilmente non c'era ragione per citare l'episcopato di Pietro.
Il nome di Pietro non appare in alcuni dei primissimi elenchi dei vescovi di Roma: Ireneo, vescovo di Lione dal 178 al 200 d.C. e primo teologo cristiano a utilizzare il principio della successione apostolica, cita con precisione la sequenza di "tradizione" vescovile fino a risalire direttamente all'apostolo Giovanni, elencando tutti i vescovi di Roma fino al dodicesimo, Eleuterio: ma, come primo vescovo, parte da Lino, e non da Pietro.
Ma lo stesso Ireneo in due passaggi parla di Igino come del nono vescovo di Roma:
(Ireneo di Lione. Contro gli Eretici, I,27:1, e III,4:3)
Poiché tra papa Lino e papa Igino sono compresi solo sei altri vescovi, Ireneo riconosce la presenza di un predecessore di Lino. 
Lightfoot ha contestato la veridicità di questa asserzione, poiché nella più antica versione latina del testo di Ireneo conosciuta al passo 3:4:3 si parla di octavus, ma nel testo greco riportato da Eusebio sta scritto enatos.
Un precedente passo di Ireneo (Adv. haer. 3:3:3) può essere interpretato come la dichiarazione che Pietro e Paolo si divisero l'episcopato di Roma, ma anche come un ulteriore argomento usato da Ireneo contro gli gnostici per difendere la dottrina della Chiesa di Roma.
La "Costituzione Apostolica" dell'anno 270 afferma che papa Lino ottenne la sua nomina direttamente da Paolo, non da Pietro.

### III secolo
Nella metà del III secolo Cipriano si riferisce alla sede di Roma (la sede vescovile, ovvero la diocesi di Roma) come alla «cattedra di San Pietro», dicendo che Cornelio succedette al «posto che fu di Fabiano che è il posto di Pietro».
Sempre Cipriano riporta un passo di Firmiliano di Cesarea in cui si dice che Stefano dichiarò che avrebbe deciso riguardo alla controversia sul battesimo poiché vantava la successione da Pietro. Firmiliano riporta questa asserzione senza contestarla, mentre probabilmente lo avrebbe fatto se fosse stato possibile; su questa base si può affermare che circa nel 250 l'episcopato di Pietro a Roma era ammesso non solo a Roma ma anche nelle chiese dell'Africa e dell'Asia minore.
Cipriano scrisse il primo trattato dedicato al primato petrino: De catholicae ecclesiae unitate. Citando i passi scritturistici, fonda l'unità della Chiesa sul primato di Pietro, che rappresenta l'unità della comunità cristiana e possiede lo stesso potere degli altri vescovi, avendo i Dodici pari dignità per via del mandato apostolico comune di evangelizzare e rimettere i peccati (Giovanni 20:21-23). L'unità della Chiesa riflette la Trinità di Dio e l'unione ipostatica di Cristo.
Nel primo quarto dello stesso secolo (circa nel 220) Tertulliano menziona una dichiarazione di Callisto I in cui egli asserisce che il potere di perdonare i peccati era disceso a lui da Pietro in modo particolare. Neanche Tertulliano contesta questa dichiarazione, ed egli conosceva la Chiesa di Roma avendo risieduto nell'urbe.
Nello stesso periodo, Ippolito (probabilmente l'autore della prima parte del Catalogus Liberianus attribuito a Clemente di Roma, 1:259) riconosce Pietro nella lista dei Vescovi di Roma.
In Adversus Marcionem, scritto apparentemente nello stesso periodo, si dice che Pietro aveva passato a Lino «la sedia in cui egli stesso aveva seduto».
Nella Costituzione Apostolica dell'anno 270, si dice che papa Lino ottenne la sua nomina direttamente da Paolo, non da Pietro.
Eusebio scrive che:
(Eusebio di Cesarea. Historia Ecclesiastica, III,4,9)
Nella tradizione seguente, Pietro è considerato il primo Vescovo di Antiochia e in seguito vescovo di Roma:

## Il primato di Pietro nelle Chiese cristiane
Pietro è il primo vescovo di Antiochia, in seguito considerato "vescovo" di Roma. La Chiesa cattolica fa derivare il primato papale dall'affermazione attribuita a Gesù dal capitolo 16 del Vangelo di Matteo, che Pietro sarebbe stato la pietra su cui avrebbe costruito la sua Chiesa. La promessa sarebbe stata confermata anche dalle parole che Gesù pronunciò dopo la resurrezione: "Pasci le mie pecorelle". Un altro passo evangelico fondamentale riguardante il primato è Luca 22,32 dove il Divino Maestro affida a Pietro il compito di confermare i fratelli nella fede.
Nel Nuovo Testamento non esistono riferimenti a Pietro come vescovo di Roma, tuttavia tradizionalmente si fa risalire la morte di Pietro sotto Nerone intorno al 64 d.C. Il primo a nominare la morte di Pietro è Clemente Romano, vescovo di Roma dall'88 al 97, senza specificare la località, che doveva essere nota ai lettori. Ignazio di Antiochia (Ad Rom. cap 4) lega in modo particolare Pietro e Paolo alla Chiesa di Roma, implicando che Pietro sia stato a Roma. Fra i primi scrittori cristiani non vi sono voci contrarie a questa tradizione. Se anche Pietro non ha fondato la prima comunità cristiana di Roma, vi sarebbe giunto alla fine della sua vita e vi sarebbe morto.
Inoltre, Pietro non appare nell'elenco dei vescovi di Roma: Ireneo, vescovo di Lione dal 178 al 200 d.C. e primo teologo cristiano a utilizzare il principio della successione apostolica, cita con precisione la sequenza di "tradizione" vescovile fino a risalire direttamente all'apostolo Giovanni, elencando tutti i vescovi di Roma fino al dodicesimo, Eleuterio: ma, come primo vescovo, parte da Lino, e non da Pietro. 

### Interpretazione cattolica
Secondo la tradizione cattolica San Pietro Apostolo rappresenta il primo Papa, cioè vicario (o rappresentante) di Gesù Cristo. La fonte evangelica solitamente citata a sostegno di tale interpretazione è Mt16,17-19:
Un mandato analogo viene riconosciuto da Gesù dopo la Resurrezione:
Inoltre, Pietro compare in posizione privilegiata nelle elencazioni evangeliche degli apostoli: sempre il primo, sebbene fosse il terzo a divenire apostolo di Gesù (Gv1,35-42).
Pietro viene menzionato da Paolo in testa alla lista come testimone autorevole della risurrezione, e nei capitoli precedenti Pietro è considerato come modello esemplare del ruolo apostolico:
Il primato di Pietro risulta anche presente nei principali avvenimenti del ministero di Gesù, fra cui:
- È il primo e unico apostolo a ricevere un nome diverso.
- Nel vedere Gesù camminare sull'acqua, afferma che a un suo comando anche lui avrebbe camminato sul lago. Alla chiamata di Gesù, salta giù dalla barca e cammina verso di lui. (Mt16,17-19[40])
- Gli esattori delle tasse domandano a Pietro il pagamento della tassa da parte di Gesù; Egli lo incarica di pescare un pesce nella cui bocca si troverà una moneta d'argento per pagare il tributo, non solo per sé stesso, ma anche per Pietro (da cui gli esattori non avevano chiesto nulla). (Mt17,24-27[41])
- Quando molti discepoli abbandonano Gesù ed Egli chiede agli apostoli se anche loro vogliono andarsene, è Pietro a rispondere a nome di tutti. (Gv6,61-69[42])
- È a Pietro che Gesù si rivolge nel dire: "A te darò le chiavi del regno dei cieli". (Mt16,19[43])
- Uno dei tre testimoni della Trasfigurazione, è Pietro a rivolgersi a Gesù trasfigurato a nome dei tre apostoli presenti. (Mt17,4[44])
- È l'unico a obiettare a che Gesù voglia lavargli i piedi. (Gv13,1-15[45])
- È l'unico a "tentare" involontariamente, Gesù, che difatti sgriderà non Pietro ma l'autore della tentazione. (Mt16,21-23[46])
- Gesù lo avvisa del suo imminente rinnegamento (Mt26,33-34[47]) e gli dice di aver ottenuto per lui una grazia speciale (Lc22,31-32[48]). Nonostante ciò, Pietro lo rinnega tre volte (Mt26,69-74[49]). Si pente, fiducioso della misericordia di Gesù (Mt26,75[50]). Sarà perdonato dopo la Resurrezione dallo stesso Gesù, ricevendo l'incarico di "pascere i suoi agnelli e le sue pecorelle" (Gv21,15-19[51]).
- Durante l'annuncio del tradimento di Giuda Iscariota, Pietro esorta Giovanni a chiedere al Signore chi sia il traditore (Gv13,24[52]).
- Durante l'agonia nell'orto del Getsemani, Gesù è accompagnato da tre apostoli, ma si rivolge per primo a Pietro (Mt26,36-41[53]).
- È l'unico a cercare di sottrarre Gesù alla cattura nell'orto (Mt26,51[54]).
- All'annuncio della scomparsa del corpo di Gesù, viene superato nella corsa da Giovanni, che però attende fuori: sarà dunque Pietro il primo a entrare nel Santo Sepolcro (Gv20,1-8[55]).

Anche in molti episodi successivi del Nuovo Testamento spicca il primato di Pietro:
- È Pietro a ricevere la rivelazione che "nulla di quanto è stato purificato deve essere chiamato 'impuro' o 'profano'" (At10,9-15[56]).
- È ancora Pietro il primo a predicare ai "gentili", così come ad assistere alla discesa dello Spirito Santo su di loro (At10,44-45[57]).
- È Pietro il primo a difendere presso gli altri apostoli il diritto dei "gentili" a essere cristiani (At11,1-18[58]).

Nell'interpretazione cattolica delle parole del Cristo a Pietro sono affidate le chiavi del Regno dei Cieli, una nota metafora semitica per indicare l'investitura di un potere. Pietro è pertanto costituito Vicario di Cristo, in ordine alla fondazione di Cristo che è la Chiesa, con poteri che vengono esercitati sulla terra ma ricevono un'immediata e concorde sanzione divina. La promessa delle chiavi, in armonia con la funzione di "roccia" attribuita al solo Pietro, specifica le funzioni che nella Chiesa competono a lui e non agli altri. E poiché Gesù ha promesso che la sua fondazione durerà fino alla fine del mondo, i poteri di Pietro avranno la stessa durata. Pietro cioè dovrà avere dei successori perché a Cristo non venga meno il vicario e alla Chiesa il suo fondamento.
La durata del pontificato di San Pietro viene data da fonti tradizionali, per cui sarebbe vissuto 25 anni a Roma. La reale accuratezza storica di tale dato è però incerta: l'inizio del computo può risalire al mandato diretto di Gesù durante il suo ministero oppure all'arrivo dell'apostolo a Roma, e anche circa il termine del mandato sono attualmente proposte dagli storici due differenti date di morte di Pietro (tra il 64 e il 67).

#### La pietra della fede
Nel 1984, nell'omelia in occasione della Solennità dei Santi Pietro e Paolo, papa Giovanni Paolo II disse:

### Interpretazione protestante
Le Chiese protestanti nacquero in contrasto con il primato papale e contro la corruzione della Chiesa di Roma, quindi non riconoscono alcun primato al Vescovo di Roma. Numerose chiese protestanti, tra cui i battisti, i calvinisti, i pentecostali, i valdesi, ritengono sbagliata la stessa struttura episcopale della chiesa e quindi anche l'interpretazione cattolica del mandato petrino in Mt16,17-18, che esprimerebbe un riconoscimento molto generico, e non un vero incarico. Gli interpreti fanno notare che il brano riguarda solo Pietro e non si fa cenno ai presunti successori. Inoltre fanno notare che anche Agostino aveva interpretato il brano nel senso che era la fede di Pietro e non la sua persona a essere la pietra di fondamento della chiesa e che la lettura tradizionale cattolica del brano appare solo con Leone Magno nel quinto secolo.
Altri sostengono che Pietro non sarebbe mai stato a Roma e quindi non poteva essere vescovo di quella città. Questo in contrasto con le testimonianze di Ireneo di Lione («la più grande ed antica chiesa, conosciuta da tutti, fondata ed organizzata a Roma dai due più gloriosi apostoli, Pietro e Paolo»), di Clemente di Alessandria («dopo che Pietro ebbe annunciato la Parola di Dio a Roma...»), e di Tertulliano («Se sei in Italia, hai Roma... dove Pietro ha emulato la passione del Signore») Inoltre, a Roma si troverebbe la presunta tomba di Pietro nelle grotte vaticane, e nessuna chiesa, a eccezione di quella romana, ha mai vantato la presenza delle reliquie di Pietro.

### Interpretazione ortodossa
La Chiesa ortodossa riconosce il primato petrino ma solo parzialmente. Per gli ortodossi Gesù Cristo ha effettivamente investito Pietro di un'autorità superiore, ma tutti gli apostoli hanno comunque un incarico di guida della Chiesa. In tale organizzazione Pietro sarebbe un primo tra pari, che governa collegialmente, e semplicemente presiede e rappresenta in sé, l'intero collegio degli apostoli (come effettivamente fa quando chiamato a rendere conto del suo operato in At10,34 e in seguito, sempre negli Atti degli apostoli, nel Concilio di Gerusalemme).
Secondo gli ortodossi, su tale modello, di un collegio di apostoli, presieduto da un rappresentante più autorevole degli altri, fu costruita la Chiesa dei primi nove secoli, con i suoi patriarchi nei Concili ecumenici, in seguito però i papi di Roma cercarono di assumere un ruolo più marcatamente monocratico e furono perciò esclusi dalla comunità delle Chiese ortodosse, lasciando il primato (inteso però sempre in senso di primo tra pari) al Patriarca ecumenico di Costantinopoli.
Mentre, quindi, per i cattolici latini il capo della Chiesa è il Pontefice, vescovo di Roma, per gli ortodossi la Chiesa è governata dal Sinodo dei primati di ognuna delle quattordici Chiese autocefale ortodosse (organizzativamente separate una dall'altra), presieduto dal Patriarca ecumenico di Costantinopoli.

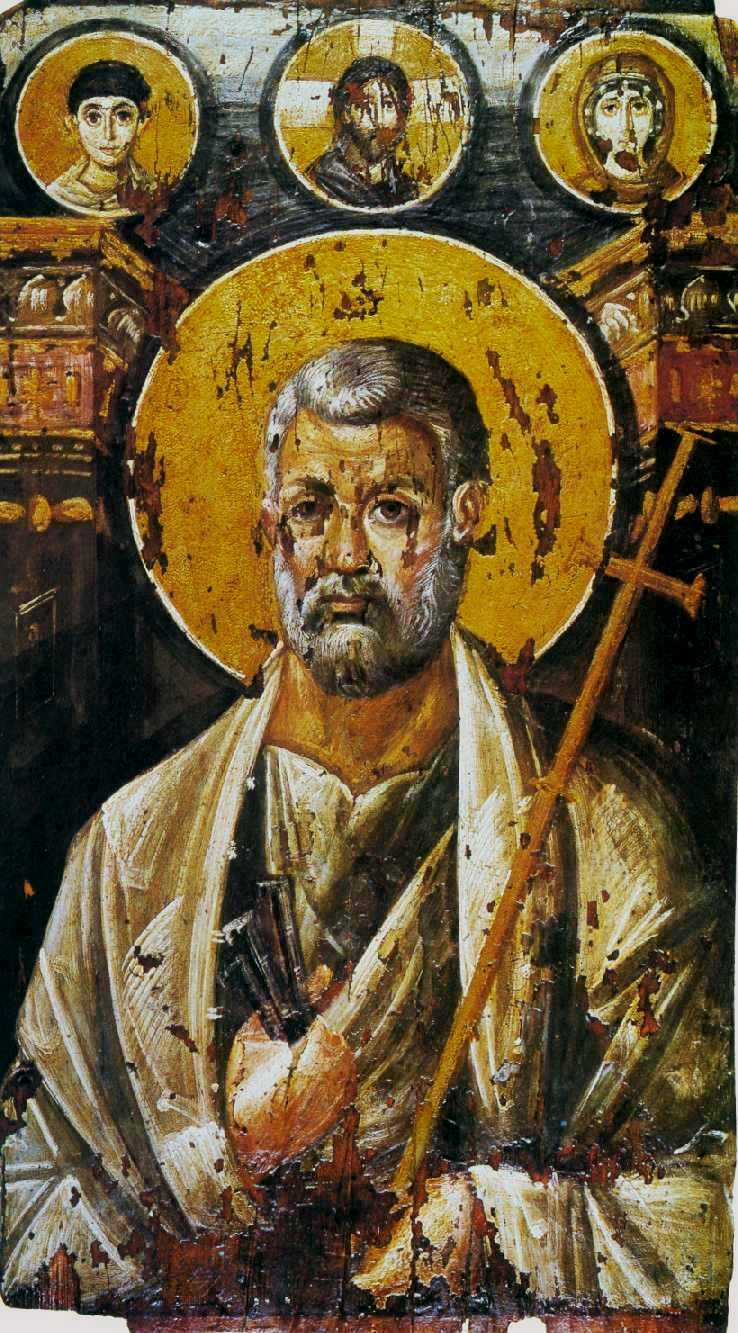
Icona raffigurante San Pietro risalente al VI secolo, monastero di Santa Caterina

## Ecumenismo e Comunione Piena
Nell'ecclesiologia cristiana, per relazione di comunione si intende la mutuamente riconosciuta condivisione delle stesse dottrine essenziali. La "piena comunione" indica una sola Chiesa con gli stessi legami di "fede, sacramenti e governo pastorale".
La Chiesa cattolica e le Comunità cristiane non-cattoliche sono in comunione parziale, ossia vi sono alcuni elementi della fede cristiana in comune, ma manca la completa unità sulle parti essenziali. La Chiesa cattolica e le Chiese ortodosse, invece, sono in comunione molto più stretta ma ancora incompleta.
(CCC 838)
Il movimento ecumenico vuole riavvicinare e riunire i cristiani delle diverse Chiese, partendo alla comune fede e dalle indicazioni attribuite allo stesso Gesù:
Il cammino ecumenico comincia con il Concilio di Lione II (1274) e con il Concilio di Firenze (1439), e ha portato all'annullamento delle reciproche scomuniche del Grande Scisma, con il Concilio Ecumenico Vaticano II (1965), alla fondazione di organi quali il Consiglio Mondiale delle Chiese (1948), al quale partecipano 349 membri di tutte le principali tradizioni cristiane, e all'approvazione della Charta Oecumenica (2001) che detta le linee guida per la crescita della collaborazione tra le Chiese Cristiane in Europa.

## Il primato di Pietro nell'arte
Il tema del primato di Pietro è strettamente legato alle commissioni papali o filopapali, soprattutto in momenti di tensione con le altre chiese, in particolare quella greca ortodossa. Un'importante stagione si ebbe nel Rinascimento, durante i contatti tra Chiesa romana e Chiesa costantinopolitana in vista di una riunificazione dopo lo scisma del 1054, culminata con il concilio di Firenze del 1439.
Tra le importanti opere d'arte di quell'epoca, improntate al tema della Salvezza umana tramite l'intercessione di Pietro, e quindi della Chiesa stessa, sono la Cappella Brancacci di Firenze (1424-1426 circa), la porta del Filarete in San Pietro in Vaticano (1433-1445) o gli affreschi nella Libreria Piccolomini di Pinturicchio (1505).